# Leptocerus anuradha
Leptocerus anuradha är en nattsländeart som först beskrevs av Schmid 1958.  Leptocerus anuradha ingår i släktet Leptocerus och familjen långhornssländor. Inga underarter finns listade i Catalogue of Life.